# Йовковци
Йовковци е името на един от най-големите по площ язовири на територията на Република България. Изграден е на река Веселина близо до град Елена, на територията на община Елена и обслужва нуждите от питейна вода на около 250 000 души в област Велико Търново и съседни области. Общият му обем е 92 179 000 m³. Главен проектант инж. Петър Левордашки от НИППИЕС “Енергопроект”.
Язовирът е кръстен на едно от разрушените при построяването му села, което сега се намира под водата. Строителството му започва през март 1968 г., а на 27 декември 1977 г. започва неговото завиряване.
Първото пускане на вода от язовира е на 25 април 1979 г. През 1981-1982 г. се осъществява пускът на хидровъзел „Йовковци“ на два етапа.